# فرودگاه فیشر برنچ
فرودگاه فیشر برنچ (به انگلیسی: Fisher Branch Airport) یک فرودگاه خصوصی است که یک باند فرود چمن دارد و طول باند آن ۴۸۸ متر است. این فرودگاه در کشور کانادا قرار دارد و در ارتفاع ۲۵۱ متری از سطح دریا واقع شده است.